# El Matrag
 (octobre 2014).
Si vous disposez d'ouvrages ou d'articles de référence ou si vous connaissez des sites web de qualité traitant du thème abordé ici, merci de compléter l'article en donnant les références utiles à sa vérifiabilité et en les liant à la section « Notes et références ».
El Matrag (traduit littéralement de l’arabe algérien par « bâton ») est un art martial et un sport de combat traditionnel originaire d'Algérie faisant intervenir comme seul arme un long, fin et solide bâton. Cet art martial serait né dans la région de l'Oranie et pratiqué par les tribus arabes bédouines, tel que les Béni Amer.

## Principe
Deux joueurs s'y affrontent, vêtus traditionnellement d’une gandoura algérienne blanche ou dorée, en utilisant un long bâton (ou une canne), dans un affrontement où l'on marque des points en touchant son adversaire sur différentes parties du corps (au nombre de 14) et en déjouant les attaques de l'adversaire. Les règles sont simples et il est très rare de constater des dégâts car les sportifs maîtrisent parfaitement l'art de l'esquive. Le côté le plus spectaculaire du jeu réside dans la manière avec laquelle les « sportifs » font tournoyer et virevolter leurs armes.

## Techniques

### Les bases du matrag
Les coups élémentaires utilisés dans la matrag sont au nombre de 4 :
1. La tarcha dakhlaniya qui consiste à la frappe intérieure;
2. La tarcha barrania qui consiste à la frappe extérieure;
3. La lahiya qui consiste à la frappe inférieure;
4. Le ras qui consiste à la frappe supérieure.

### Les 14 coups corporels
Les 14 coups corporels visent à toucher les points vitaux et sensibles du corps humain avec rapidité et force :
1. La face droite du visage;
2. Le tibia de la jambe droite;
3. Le coude du bras droit;
4. Le menton;
5. Le front;
6. Les mains;
7. L'épaule droite;
8. La face gauche du visage;
9. Le tibia de la jambe gauche;
10. Le coude du bras gauche;
11. Le menton;
12. Le front;
13. Les côtes gauches;
14. Les côtes droites.